# 大洋里
大洋里是中華民國金門縣金沙鎮的一個里，西北與三山里相鄰，南與金湖鎮溪湖里相連，西南與金湖鎮山外里相接，有田浦、大地、内洋、東山、新前墩、東沙尾、東溪七個居民點，取大地、内洋各一字命名，人口約一千人。